# Tayyab Aslam
Tayyab Aslam (* 9. August 1996 in Lahore) ist ein pakistanischer Squashspieler.

## Karriere
Tayyab Aslam begann seine Karriere im Jahr 2012 und gewann bislang elf Turniere auf der PSA World Tour. Seine höchste Platzierung in der Weltrangliste erreichte er mit Rang 41 im Januar 2021. Der größte Erfolg in seiner Juniorenzeit gelang ihm 2014 mit dem Gewinn der Asienmeisterschaft, im Finale besiegte er Kush Kumar in fünf Sätzen. 2016 gehörte er erstmals zum Aufgebot der pakistanischen Nationalmannschaft bei der Asienmeisterschaft und gewann mit ihr sogleich den Titel. Bei den Asienspielen 2018 gewann er mit der Mannschaft die Bronzemedaille.

## Erfolge
- Asienmeister mit der Mannschaft: 2016
- Gewonnene PSA-Titel: 11
- Asienspiele: 1 × Bronze (Mannschaft 2018)